# John James (Architekt)

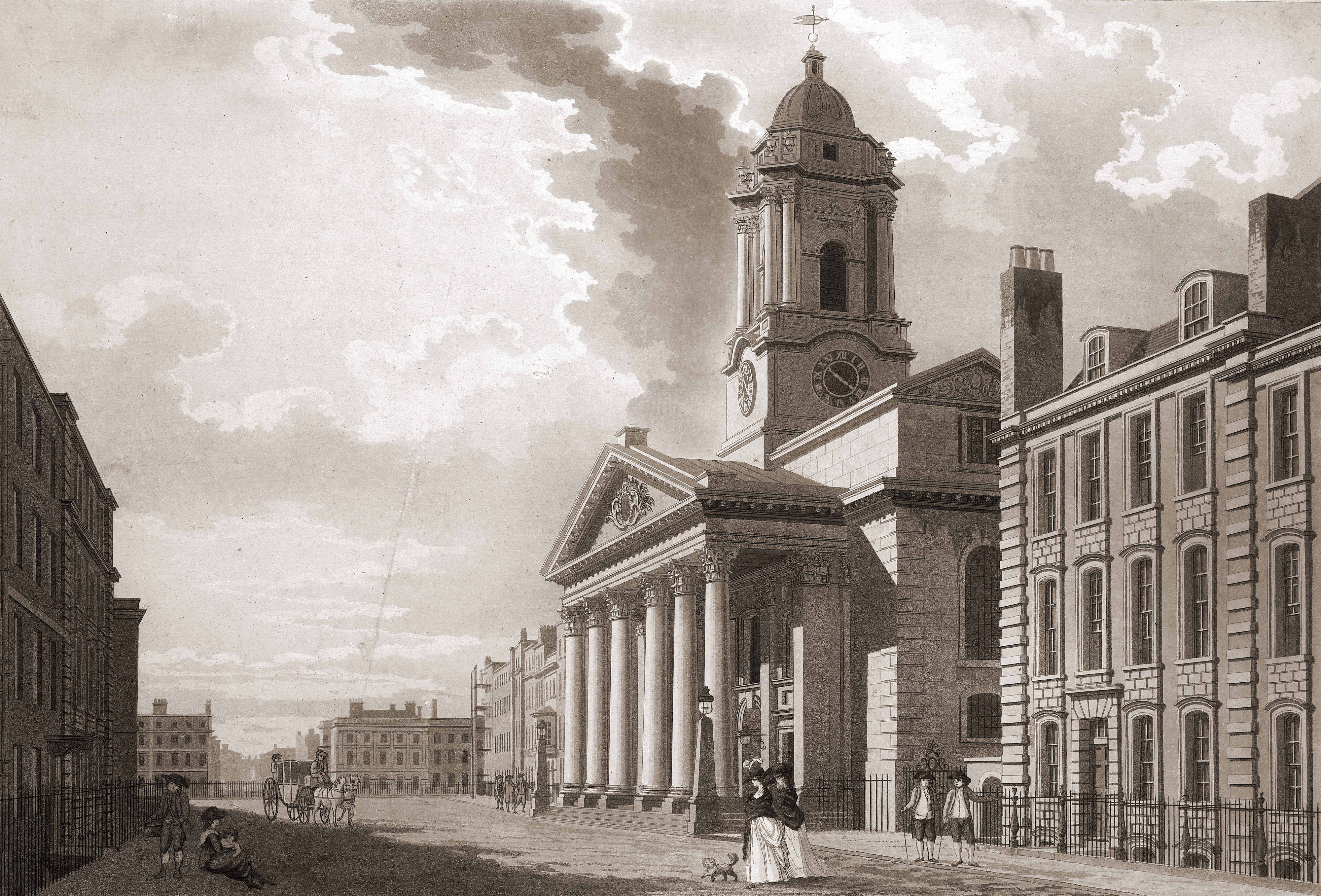
London, Saint George, Hanover Square

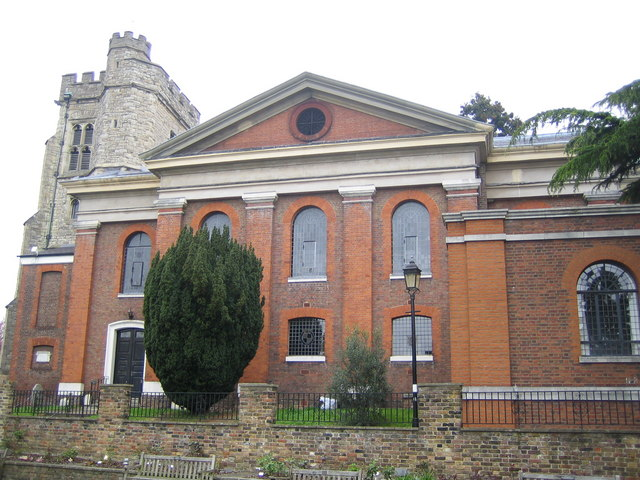
St. Mary’s Church, Twickenham

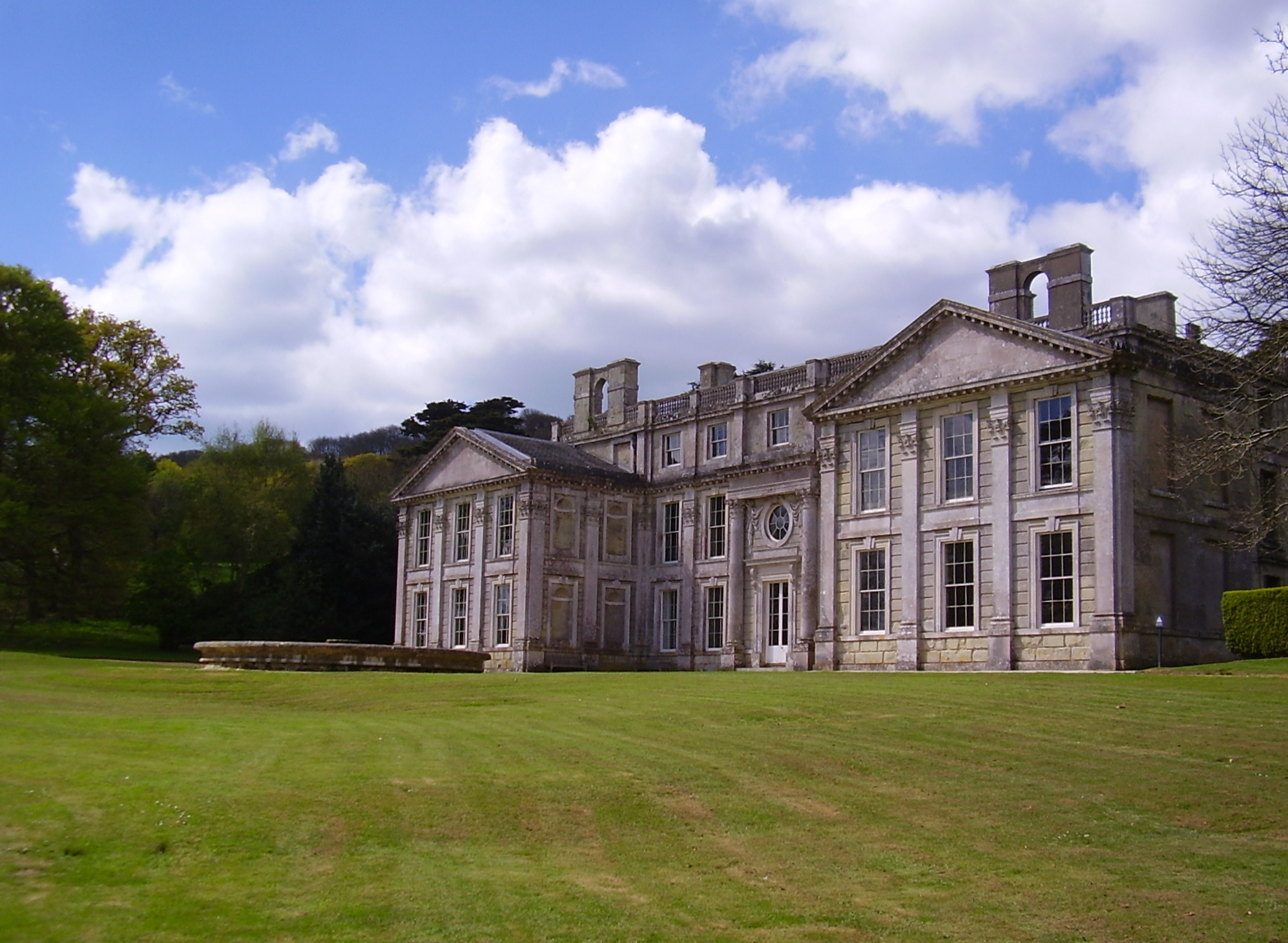
Appuldurcombe House

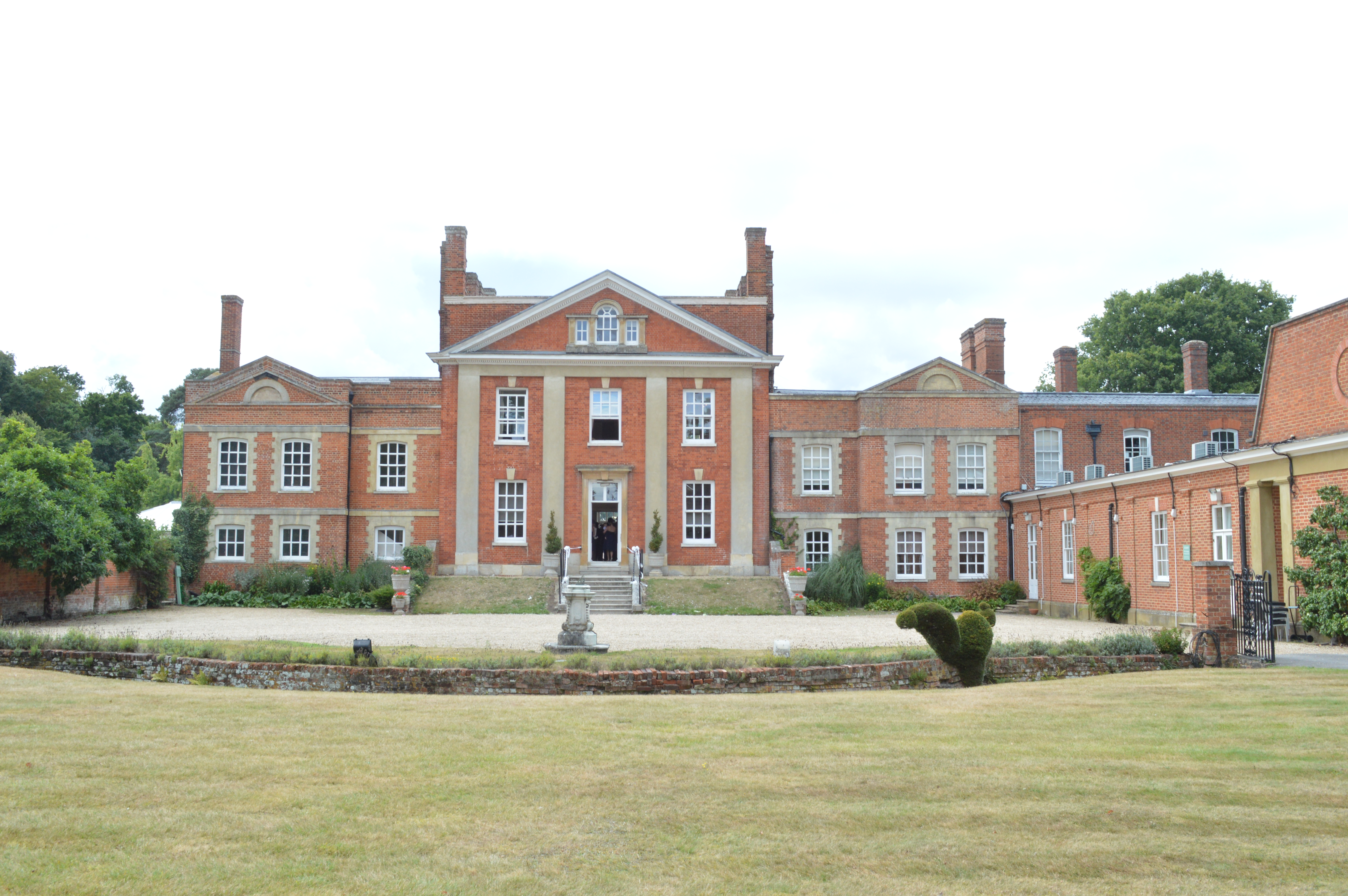
Warbrook House

John James (* 1673 in Basingstoke; † 15. Mai 1746 in Greenwich) war ein Architekt des englischen Barockklassizismus.

## Biografie
Nach einer Lehre bei dem königlichen Zimmermann Matthew Banckes, dessen Nichte er 1697 heiratete, arbeitete er in Greenwich mit Nicholas Hawksmoor zusammen, dem er als Leiter der Bauarbeiten an Westminster Abbey nachfolgte. Gleichzeitig war James unter Christopher Wren am Bau von St Paul’s Cathedral tätig, dem er nach dessen Tod 1723 in der Bauleitung der Kathedrale nachfolgte.
Das hauptsächliche Tätigkeitsgebiet von John James lag auf dem Gebiet des barocken Kirchenbaus. In Twickenham übernahm John den Wiederaufbau der 1713 (mit Ausnahme des Westturms) eingestürzten Kirche St. Mary. Um 1715 erbaute er die Kirchen Saint George in Tiverton sowie Saint Mary in Rothehithe und Saint Lawrence in Little Stanmore. Ab 1716 leitete er zusammen mit Nicholas Hawksmoor das Komitee für die Errichtung von Fünfzig Neuen Kirchen in London, von denen er eine Kirche, Saint George, Hanover Square, baute, die zugleich sein bekanntestes Bauwerk darstellt. Zwei weitere Kirchen – die (1941 zerstörte) Kirche St John’s, Horsleydown in Southwark und St Luke’s, Old Street – entstanden in Zusammenarbeit mit Hawksmoor. Nach dessen Tod setzte James den Ausbau der gotischen Westtürme von Westminster Abbey fort.
1702 baute James Appuldurcombe House auf der Isle of Wight. Im Südwesten Londons entwarf er 1723 das Herrenhaus Wricklemarsh im Stil des englischen Palladianismus (abgebrochen um 1780), für sich selbst baute er 1725 Warbrook House in Hampshire. Bestattet wurde er in der benachbarten Pfarrkirche von Eversley (Hampshire).
John James machte sich vor allem als Vermittler von italienischer und französischer Architekturtheorie nach England einen Namen. So übersetzte er den Traktat über Perspektive Rules and Examples of Perspective, proper for Painters and Architects (1707) von Andrea Pozzo, A Treatise of the Five Orders of Columns in Architecture (1708) von Claude Perrault und The Theory and Practice of Gardening (1712) von Antoine-Joseph Dezallier d’Argenville.